# لی بنت
لی بنت (انگلیسی: Lee Bennett؛ زادهٔ ۱۹ سپتامبر ۱۹۹۰) بازیکن فوتبال اهل بریتانیا است.
از باشگاه‌هایی که در آن بازی کرده‌است می‌توان به باشگاه فوتبال لینکولن سیتی، باشگاه فوتبال اوست تاون، باشگاه فوتبال آترسلی رکریشن، و باشگاه فوتبال باکستون اشاره کرد.